# Portrait d'un tueur
Portrait d'un tueur (Portrait of a Mobster) est un film de gangsters américain réalisé par Joseph Pevney, sorti en 1961

## Fiche technique
- Titre français : Portrait d'un tueur ou L'Histoire de Dutch Schultz ou Les morts ne chantent plus[1]
- Titre original : Portrait of a Mobster
- Réalisateur : Joseph Pevney
- Scénario : Howard Browne d'après le roman éponyme de Harry Grey
- Musique : Max Steiner
- Producteur : Warner Bros.
- Distributeur : Warner Bros.
- Durée du film : 108 minutes
- Film en noir et blanc
- Date de sortie : 
  - États-Unis : 19 avril 1961
  - France : 4 mai 1962[1]

## Distribution
- Vic Morrow : Dutch Schultz
- Leslie Parrish : Iris Murphy
- Peter Breck : Frank Brennan
- Norman Alden : Bo Wetzel
- Robert McQueeney : Michael Ferris
- Ken Lynch : Lieutenant D. Corbin
- Frank DeKova : Anthony Parazzo
- Ray Danton : 'Legs' Diamond
- Larry J. Blake : John Murphy
- Harry Holcombe : Capt. Bayridge
- Stephen Roberts : Guthrie
- Joseph Gallison : Vincent Coll